# Tyndarichus particornis
Tyndarichus particornis är en stekelart som först beskrevs av Girault 1924.  Tyndarichus particornis ingår i släktet Tyndarichus och familjen sköldlussteklar. Inga underarter finns listade i Catalogue of Life.